# Juan de la Cruz Varela
Juan de la Cruz Varela Aldana (Ráquira, Boyacá; 1902 - Bogotá; noviembre de 1984) fue un líder campesino y político comunista colombiano.

## Biografía
Sus padres fueron Dionisio Varela y Vicenta Aldana, quienes huyendo de la pobreza emigraron al Alto Sumapaz, en 1905, a lo que hoy se conoce como el municipio de Cabrera (Cundinamarca). Ingresó al colegio a los 12 años de edad donde aprendió a leer y a escribir. Al morir la madre en 1918, su padre estableció una nueva relación con Manuela Buitrago, hogar en que el joven Juan de la Cruz no se sintió cómodo, así que optó por independizarse y hacerse cargo de sus hermanos menores, en medio de conflictos con su padre.

### Líder campesino
“Hemos hecho mucho, sin embargo, es mucho más lo que nos falta por hacer”
Juan de la Cruz Varela Aldana

En 1928 conoció al líder campesino Erasmo Valencia, quien habría de ejercer una influencia determinante en su vida. Valencia, político caldense, fundó ese mismo año el Partido Agrario Nacional (PAN), y encontró en Juan de la Cruz el líder nato y comprometido con el campesinado del Sumapaz y el oriente del Tolima, que exigía tierra y respeto en medio de un latifundismo que sometía al campesinado a unas relaciones desiguales y oprobiosas. Lucha esta en la que se comprometió a fondo, y que lo llevó a liderar un amplio proceso de organización campesina que partió de la reivindicación por la tierra y le permitió ocupar cargos políticos en Icononzo, como concejal, y como diputado en la Asamblea del Tolima, de la que incluso fue presidente.
En 1929 participó en la creación de la Colonia Agrícola del Sumapaz,  en 1935, Juan de la Cruz y otros líderes campesinos fueron elegidos concejales en Icononzo, Pandi y Cunday, Y en las elecciones de 1943, los agrarios se adhirieron a la lista de la Asamblea Departamental del Tolima con la elección de Valencia, y en 1947 Varela fue elegido diputado vicepresidente de la Asamblea. El 21 de octubre de 1949 sufrió un atentado en el municipio de Arbelaez (Cundinamarca).
Conoció a Jorge Eliécer Gaitán y ante el declive del PAN se une a la Unión Nacional Izquierdista Revolucionaria (UNIR), fundada y liderada por Gaitán, con quien continúa la lucha por las reivindicaciones del campesinado, recurriendo a la denuncia política, a las movilizaciones de masas y a las acciones legales. Al igual que con Erasmo Valencia, con Gaitán construye una relación franca y profunda, a ambos los reconoce como maestros y compañeros de lucha. Las muertes de Gaitán en 1948 de Valencia en 1949 lo dejan desolado.

### La Violencia
A pesar del golpe que representó el asesinato de Gaitán, la organización campesina en el Sumapaz y el oriente del Tolima continuó creciendo, se hizo importante y sus logros meritorios. En 1950 Varela solicitó su ingreso al Partido Comunista, donde fue recibido con beneplácito. Ante La Violencia los campesinos de Sumapaz optaron por las formas de autodefensa, en 1952 atacaron el puesto militar de La Concepción que era la base militar más importante del Sumapaz y resistieron hasta cuando la dictadura militar de Gustavo Rojas Pinilla lanzó una ofensiva militar sobre Villarrica (Tolima), en 1955 tras la denuncia del General Cuéllar Velandia sobre la “agitación comunista” en los municipios de Ortega y Villarrica. La Fuerza Aérea Colombiana bombardeó la región con 50 bombas de napalm.  
Con la caída de Rojas Pinilla y la llegada del Frente nacional el movimiento de Varela pacta el desarme y exigió garantías para la acción social y política. En 1958 Varela salió elegido como diputado a la Asamblea de Cundinamarca. En las elecciones de 1960, Varela se presentó como suplente de Alfonso López Michelsen a la Cámara de Representantes,por el Movimiento Revolucionario Liberal (MRL), asociado en esas elecciones al Partido Comunista Colombiano ya que su partido estaba constitucionalmente impedido para presentar candidatos; pero fue el camino que asumió para seguir vigente en la arena política. En ejercicio como representante a la Cámara presentó un proyecto de ley de reforma agraria en 1960.
Invitado a la reunión de fundación del MRL el 13 de febrero de 1960, al día siguiente su hijo resulta herido en un atentado. Varela viaja a Cuba como delegado del MRL a un encuentro de solidaridad latinoamericana. En 1962 es herido de bala en un atentado. En 1967 asesinan a Dionisio Varela, su hermano. Para 1966, con la disolución del MRL Varela entra como asesor del Instituto Colombiano de la Reforma Agraria (INCORA)  para Sumapaz, a defender la política de Lleras y su reforma agraria. Vuelve a la Asamblea de Cundinamarca defendiendo esas políticas.
Su prioridad fue consolidar los logros campesinos en el Sumapaz y el oriente del Tolima. Posteriormente llegaron las FARC-EP y se fortalecen las Fuerzas Militares continuando el Conflicto armado en la región.
Para algunos, Juan de la Cruz Varela fue el principal dirigente campesino colombiano del siglo XX, que lideró una acción social y política y conquistó importantes reivindicaciones de tierra y respeto al campesinado: fueron miles los que se hicieron a un pedazo de tierra. En los últimos años de su vida se retira a su parcela en el Sumapaz. Sus hijos son Juan de Dios y Laura Maria.

## Muerte
Falleció en la madrugada del lunes 19 de noviembre de 1984, en la clínica San Rafael de Bogotá.

## Homenajes
- En el municipio de Cabrera (Cundinamarca), está ubicada una estatua con su busto.[1]
- Un colegio lleva su nombre el IED Juan de la Cruz Varela de Sumapaz.[7]
- El Centro Piloto Agroecológico Juan de la Cruz Varela de Sumapaz.